# Ayoub Maamouri
Ayoub Maamouri (en arabe: أيوب معموري) né le 1er décembre 2000 à Drargua, est un footballeur marocain évoluant au poste d'attaquant au Raja Club Athletic.

## Biographie

### En club

#### Formation
Ayoub Maamouri voit le jour le 1er décembre 2000 à Drargua, centre urbain de la commune rurale éponyme, distante d'environ 15km de Agadir. En 2016, il intègre l'école de football de l'AS Chabab Tikiouine. 
En 2017, il rejoint l'AS Faucon Agadir, le meilleur club de futsal de la ville, où il va évoluer pendant deux ans et gagner plusieurs trophées. Il est convoqué à plusieurs reprises avec les équipes nationales de futsal U17 et U19.

#### Débuts
En 2019, il revient au football et rejoint l'équipe espoir de l'Olympique Dcheira avant d'atteindre l'équipe première l'année suivante sous la houlette de Abdelkarim Jinani et fait ses premiers pas professionnels en Botola Pro2. L'équipe fait la meilleure saison de son histoire et manque de peu la montée, en finissant à la troisième place, à deux longueurs du Maghreb de Fès.
En 2020-2021, l'équipe finit quatrième puis troisième la saison suivante,. Maamouri termine meilleur buteur de son équipe au terme de la saison 2023-2024.

#### Raja CA
Le 27 août 2024, il signe un contrat de trois saisons avec le Raja Club Athletic au titre d'un transfert de €80.000. Le 29 septembre, Maamouri fait ses débuts avec le Verts contre l'Olympique Safi en entrant à la 88e minute (victoire 2-3).
Le 22 décembre, lors de sa première titularisation contre le Chabab Mohammedia, il marque son premier but après avoir délivré sa première passe décisive (victoire 3-0).

### En sélection
Le 15 mars 2025, il est convoqué par Tarik Sektioui avec l'équipe national A' qui regroupe les joueurs locaux de moins de 24 ans. Il effectuent un stage de préparation au Complexe Mohammed VI avant de jouer contre la Guinée deux fois (victoire 2-0; nul 0-0),.